# Ommatauxesis
Ommatauxesis macrops es una especie de araña araneomorfa de la familia Desidae. Es la única especie del género monotípico Ommatauxesis.  Es nativa de Tasmania.